# Falcimala
Falcimala is een geslacht van vlinders van de familie spinneruilen (Erebidae), uit de onderfamilie Herminiinae.

## Soorten
- F. acosmopis Turner, 1902
- F. angulifascia Rothschild, 1916
- F. atrata Butler, 1889
- F. japonica Butler, 1881
- F. lativitta Moore, 1882
- F. morapanoides Rothschild, 1916
- F. ochrealis Hampson
- F. sassana Strand, 1918